# フーグスティーン型塩基対

ワトソン・クリック型塩基対との比較。フーグスティーン配置はプリン塩基のC8-C1'炭素（黄色）でのグリコシド結合回転 (χ) と塩基フリッピング (θ) による。

フーグスティーン型塩基対（フーグスティーンがたえんきつい、英語: Hoogsteen base pairs）は、塩基対のパターンの一つである。2つの核酸塩基が主溝に面した2本の水素結合によって結合する。ピリミジン塩基のN3位から供与された水素の受容体が、ワトソン・クリック型塩基対ではプリン塩基のN1位だが、このタイプの塩基対ではN7位となっている。

## 沿革
ジェームズ・ワトソンとフランシス・クリックがDNAの二重らせんモデルを提唱してから十年後、カースト・フーグスティーンはA・T塩基対アナログの結晶構造がワトソン・クリックのものと異なることを報告した。これはG・C塩基対でも確認され、フーグスティーンはこの塩基対がDNAに存在していた場合、二重らせんの形状は全く異なるものになることを指摘した。だが、この塩基対が天然に見つかることは稀である。

## 性質
通常のワトソン・クリック型塩基対とはかなり異なる。2つのグリコシド結合間の角度はA・T対で80°となり、ワトソン・クリック型より大きい。一方C1'-C1'間の距離は8.6 Åで小さい。ピリミジン塩基が180°回転した逆フーグスティーン型塩基対も存在する。
特にCA、TA配列において、フーグスティーン型とワトソン・クリック型塩基対の熱平衡が見られる。遷移の観測には核磁気共鳴分光法（NMR分光法）が用いられたが、これは巨大分子にNMRを適用した数少ない事例である。
フーグスティーン型塩基対はDNA-タンパク質複合体の中に見出される。フーグスティーン型、ワトソン・クリック型のどちらかしか認識できないタンパク質もあるため、分子間相互作用によって片方が安定化された結果だと考えられる。
DNAと配列特異的に相互作用するタンパク質は数多く、これはアミノ酸側鎖と塩基との相互作用によると考えられていた。だが、核酸とアミノ酸の1対1相互作用は発見されなかった。その後、塩基配列によりDNAに歪みが生じることが明らかになり、DNAの歪みを認識することで塩基配列を認識するタンパク質が明らかになってきた。例えば、AまたはT塩基の連続により副溝の幅が狭まり、負電荷が集中することでタンパク質のアルギニン残基により認識されるようになる。

## 三重構造

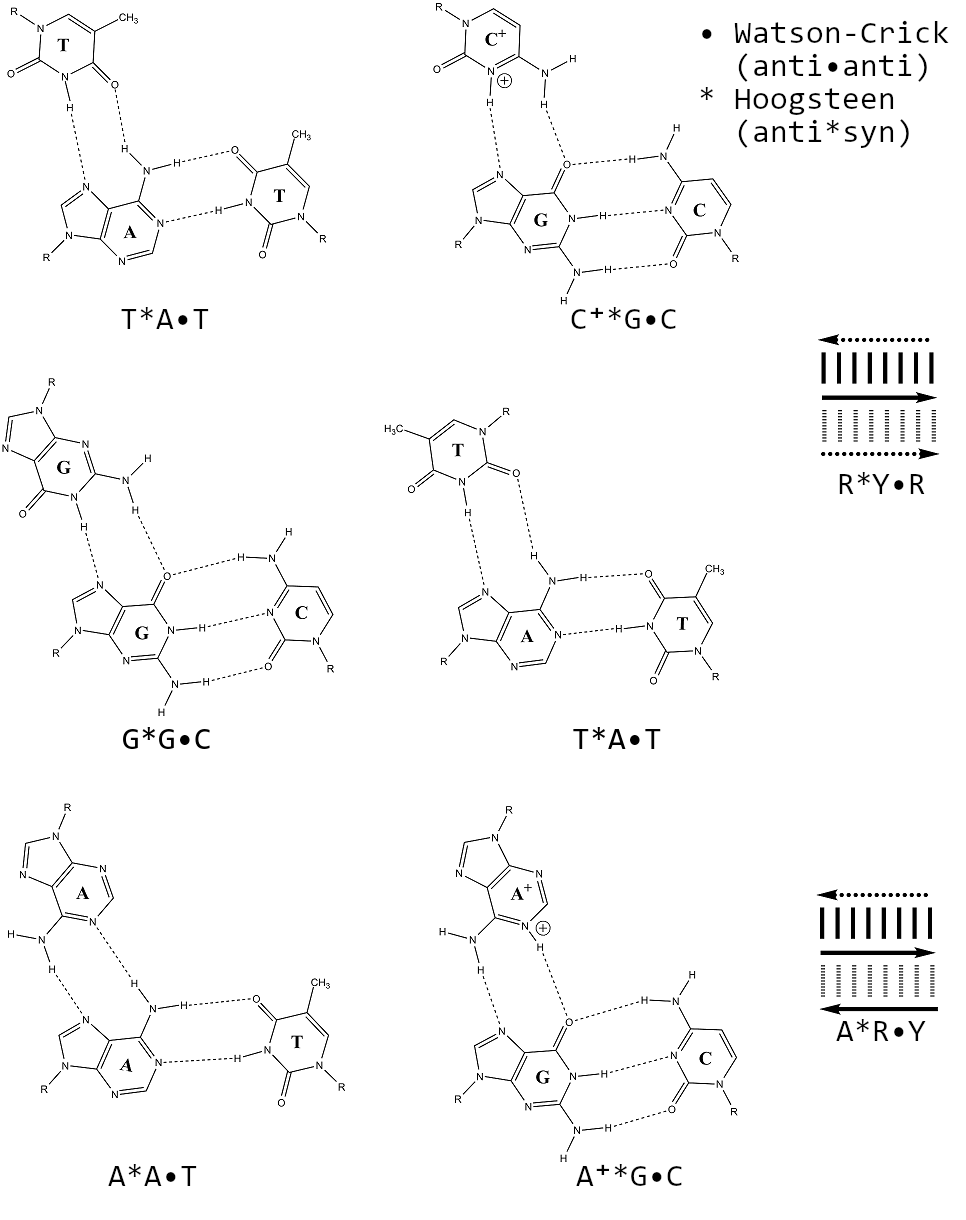
DNA三重鎖の塩基構造

ワトソン・クリック塩基対にもう一つの塩基対がフーグスティーン配座で結合することで、DNAは三重鎖構造(poly(dA)・2poly(dT))、(poly(rC)・2poly(rC))をとることができる。これはtRNAの三次構造でも見られる。
また、このような三重構造を表記する場合、ワトソン・クリック塩基対は"・"、"-"、"." (A・T、poly(rC)・2poly(rC))などと表されるのに対し、フーグスティーン配座の塩基は"*"、":"などで表される(C・G*G+、T・A*T、C・G*G、T・A*A)。

## 四重構造
グアニンに富んだDNA・RNAはグアニン四重鎖（G4-DNA、G4-RNA）と呼ばれる構造をとることがある。これには短いスペーサ配列を挟んだ4つのグアニントリプレットが必要で、4つのG塩基が平面上に並んでフーグスティーン結合する。